# Penya Alta (Castellví de Rosanes)
La Penya Alta és una muntanya de 377 metres que es troba al municipi de Castellví de Rosanes, a la comarca catalana del Baix Llobregat.